# Movimento Nacional para a Libertação da República Centro-Africana
Movimento Nacional para a Libertação da República Centro-Africana (MNLC, em francês:  Mouvement national pour la libération de la Centrafrique) foi um grupo rebelde da República Centro-Africana baseado na parte noroeste do país.

## História
Em 2017, um novo grupo rebelde chamado Movimento Nacional para a Libertação da República Centro-Africana (MNLC) foi formado na República Centro-Africana. Reportagens da mídia conectam o novo grupo a irrupções de violência na República Centro-Africana. A ONG International Crisis Group relata que "os confrontos entre os grupos armados Movimento Nacional de Libertação da República Centro-Africana (MNLC) e Revolução e Justiça (RJ) se intensificaram" em janeiro de 2018. Em maio de 2018, seu líder, Ahmat Bahar, anunciou que o grupo estava se fundindo com o Movimento Patriótico para a República Centro-Africana (MPC). Em outubro de 2019, Ahamat Bahar teria sido preso em Goré, no Chade, depois de fugir da República Centro-Africana dois meses antes.